# О’Мэлли, Дж. Пэт
Дж. Пэт О’Мэлли (англ. J. Pat O'Malley; 15 марта 1904, Бернли, Ланкашир — 27 февраля 1985, Сан-Хуан-Капистрано, Калифорния) — американский (английского происхождения) актёр радио, театра, телевидения и кино, рассказчик аудиокниг; также имел некоторую известность как певец. За 41 год кино-карьеры появился (озвучил) в почти 250 фильмах, сериалах и мультфильмах.

## Биография
Джеймс Рудольф О’Мэлли (настоящее имя актёра) родился 15 марта 1904 года в городе Бернли (Ланкашир, Северо-Западная Англия). Отца звали Фрэнсис О’Мэлли, мать — Франсис Элизабет Ли; они были ирландцы. О детстве и юности будущего актёра известно очень мало. Вырос в Лондоне, отучился в колледже, где показал себя хорошим гитаристом и барабанщиком.
Некоторые источники утверждают, что он «родился в Ирландии и получил образование в Лондоне»; один его коллега по цеху, известный актёр Дик Ван Дайк однажды даже прямо назвал его ирландцем.
С 1930 по 1935 год О’Мэлли пел вместе с пианистом, композитором, бэнд-лидером и импресарио Джеком Хилтоном и его оркестром, гастролируя по всей Великобритании. К тому времени Джеймс взял себе творческий псевдоним Пэт О’Мэлли. В конце 1935 года О’Мэлли и Хилтон прибыли в США, чтобы начать записывать совместные композиции с американскими музыкантами (вдохновившись подобным успехом Рея Нобла и Эла Боулли), однако их предприятие не увенчалось успехом. Возвращаться на родину О’Мэлли не стал, почти сразу после прибытия в США (в январе 1936 года) женился (невеста жила в Лондоне, и приплыла к жениху, чтобы заключить брак в Америке), и с 1941 года начал сниматься в кино, немного изменив свой псевдоним на Дж. Пэт О’Мэлли, чтобы избежать путаницы с уже известным на тот момент актёром Патриком О’Мелли. С 1949 года начал выступать актёром озвучивания (особого успеха именно на этом поприще не достиг, работал на The Walt Disney Company), с 1950 года начал сниматься в телесериалах и телефильмах.
Окончил актёрскую карьеру в 1982 году в возрасте 77 лет.
Дж. Пэт О’Мэлли умер 27 февраля 1985 года в городе Сан-Хуан-Капистрано (Калифорния) от сердечно-сосудистого заболевания (точный диагноз неизвестен).
Личная жизнь

11 января 1936 года О’Мэлли женился на женщине по имени Маргарет Маллен (некоторые источники называют её Фэй). Брак продолжался 49 лет до самой смерти актёра. От брака остались сын и дочь: Дэнис Майкл (1943 — ?) и Шейла Патриция; на момент смерти у О’Мэлли также было двое внуков/внучек.

## Бродвейские работы
- 1952 — О тебе я пою[англ.] / Of Thee I Sing — Фрэнсис Гилхули
- 1952 — Чайки над Сорренто / Seagulls Over Sorrento — моряк Барсук

## Фильмография
¶ — означает «в титрах не указан»

### Широкий экран
кроме озвучивания
- 1941 — Парижский запрос[англ.] / Paris Calling — сержант Брюс МакЭвой
- 1943 — ? / Thumbs Up — Сэм Китс
- 1943 — Лесси возвращается домой / Lassie Come Home — Хайнс
- 1944 — Белые скалы Дувра[англ.] / The White Cliffs of Dover — Мартин ¶
- 1956 — Самое быстрое оружие[англ.] / The Fastest Gun Alive — житель городка Кросс-Крик ¶
- 1957 — Четыре парня и ствол[англ.] / Four Boys and a Gun — бойцовский менеджер
- 1957 — Свидетель обвинения / Witness for the Prosecution — продавец шорт ¶
- 1958 — Долгое жаркое лето / The Long, Hot Summer — Рэтлифф
- 1962 — Кабинет доктора Калигари[англ.] / The Cabinet of Caligari — Мартин
- 1962 (1963) — Сын Флаббера[англ.] / Son of Flubber — художник по вывескам ¶
- 1964 — Жить в доме — не значит жить дома[англ.] / A House Is Not a Home — Малдун
- 1964 — Винтовки апачей[англ.] / Apache Rifles — капитан Тэтчер
- 1967 — Ганн[англ.] / Gunn — Жестянщик, информатор
- 1968 — Звезда![англ.] / Star! — Дэн
- 1969 — Хелло, Долли! / Hello, Dolly! — полицейский в парке
- 1970 — Общественный клуб города Шайенн[англ.] / The Cheyenne Social Club — доктор Фой
- 1971 — Уиллард[англ.] / Willard — Джонатан Фарли
- 1971 — Нечестная игра[англ.] / Skin Game — Уильям
- 1976 — Гонки «Жевательная резинка»[англ.] / The Gumball Rally — Барни Донахью, команда «Мерседес»

### Телевидение
кроме озвучивания
- 1950—1953 — Телевизионный театр Philco[англ.] / The Philco Television Playhouse — мистер Хили • Бранниган (в 5 эпизодах)
- 1950, 1955, 1957 — Студия Один[англ.] / Studio One — Дейви • Джим • доктор МакГрегор (в 3 эпизодах[англ.])
- 1951 — Приключения Кита Карсона[англ.] / The Adventures of Kit Carson — шериф (в эпизоде The Outlaws of Manzantia)
- 1951, 1956—1957 — Театр звёзд Шлица[англ.] / Schlitz Playhouse of Stars — Пэт Морган (в 3 эпизодах)
- 1951—1957 — Роберт Монтгомери представляет[англ.] / Robert Montgomery Presents — Сэм Уайт • Рили • мистер Микобер (в 9 эпизодах)
- 1951—1957 — Театр «Lux Video»[англ.] / Lux Video Theatre — 6 персонажей (в 6 эпизодах)
- 1951—1958 — Телевизионный театр Крафта / Kraft Television Theatre — Хорошенький • Ласточкин Хвост (в 13 эпизодах)
- 1952 — Зал славы Hallmark / Hallmark Hall of Fame — надзиратель (в эпизоде The King's Author)
- 1953—1955 — Телевизионный театр Goodyear[англ.] / Goodyear Television Playhouse — дядюшка Джек (в 3 эпизодах)
- 1954 — Человек против преступности[англ.] / Man Against Crime — Уильям Гири (в эпизоде Will o' the Wisp)
- 1954, 1959, 1961 — Лесси / Lassie — капитан Джин Халтер • Эйза Уинклер • Сэм (в 3 эпизодах[англ.])
- 1955 — Спин и Марти[англ.] / Spin and Marty — Перкинс (в 20 эпизодах)
- 1955—1957 — Клуб Микки Мауса / The Mickey Mouse Club — Перкинс из сериалов о приключениях Спина и Марти[англ.] (в 18 выпусках)
- 1955, 1957 — Час United States Steel[англ.] / The United States Steel Hour — Кудряш • Печенка (в 2 эпизодах)
- 1956 — «Ридерс дайджест» на ТВ[англ.] / TV Reader's Digest — капитан корабля • судебный пристав (в 2 эпизодах)
- 1956 — Час Alcoa[англ.] / The Alcoa Hour — Огастес Данстейбл (в эпизоде The Confidence Man)
- 1958 — Театр 90[англ.] / Playhouse 90 — мистер Фробишер, владелец паба (в эпизоде Bomber's Moon)
- 1958—1959 — Маверик / Maverick — доктор Фред Диллон • Эмброуз Каллахан (в 2 эпизодах[англ.])
- 1958—1960 — Театр Зейна Грея[англ.] / Dick Powell's Zane Grey Theatre — инспектор полиции Уилл МакНил • Пит, горожанин (в 3 эпизодах)
- 1958—1961 — Питер Ганн[англ.] / Peter Gunn — Лютер • Питиас • Гомер Твид (в 3 эпизодах)
- 1958—1959, 1962, 1973 — Дымок из ствола / Gunsmoke — 5 персонажей (в 5 эпизодах[англ.])
- 1959 — Освободите место папаше[англ.] / Make Room for Daddy — Эд Келли (в 2 эпизодах[англ.])
- 1959 — Янси Дерринджер[англ.] / Yancy Derringer — капитан Билли (в эпизоде The Quiet Firecracker)
- 1959 — Вертолёты[англ.] / Whirlybirds — доктор Бэрроуз (в эпизоде Obsession)
- 1959 — Альфред Хичкок представляет / Alfred Hitchcock Presents — полковник Биннс (в эпизоде The Dusty Drawer)
- 1959 — Майк Хаммер[англ.] / Mickey Spillane's Mike Hammer — Хьюго (в эпизоде Bride and Doom)
- 1959 — Мистер Счастливчик[англ.] / Mr. Lucky — профессор Оландер (в эпизоде The Money Game)
- 1959 — Хеннеси[англ.] / Hennesey — доктор Харди (в эпизоде Hennesey Goes Home)
- 1959 — Джонни Стаккато[англ.] / Johnny Staccato — сержант полиции Лу Бакус (в 2 эпизодах)
- 1959—1960 — Чёрное Седло[англ.] / Black Saddle — судья Марш (в 7 эпизодах)
- 1959—1960 — Закон жителя Равнин[англ.] / Law of the Plainsman — Джонас • док Леонард (в 2 эпизодах)
- 1959—1960 — Законник[англ.] / Lawman — Джим Фелан • Оуэн Малдун (в 2 эпизодах)
- 1959—1960 — Бунтарь[англ.] / The Rebel — МакКьюн • Сэм • судья Расселл (в 3 эпизодах)
- 1959—1960 — Есть оружие — будут и путешествия[англ.] / Have Gun – Will Travel — Маркус «Славный Малыш» • Логан (в 2 эпизодах[англ.])
- 1959—1961 — Диснейленд[англ.] / Disneyland — сержант О'Рили • британский часовой (в 7 эпизодах)
- 1959—1963 — Настоящие МакКои[англ.] / The Real McCoys — 4 персонажа (в 4 эпизодах)
- 1959—1963 — Сыромятная плеть / Rawhide — 4 персонажа (в 4 эпизодах[англ.])
- 1960 — Отряд М[англ.] / M Squad — Чарли Миллхаус (в эпизоде Race to Death)
- 1960 — Неприкасаемые[англ.] / The Untouchables — Кэрролл, надзиратель (в эпизоде Portrait of a Thief[англ.])
- 1960 — Детективы[англ.] / The Detectives — Барни Мелсон (в эпизоде The Bodyguards)
- 1960 — Разыскивается живым или мёртвым[англ.] / Wanted Dead or Alive — док (в эпизоде The Medicine Man)
- 1960 — Преступники[англ.] / Outlaws — Келс Никелс (в эпизоде The Quiet Killer)
- 1960—1961 — Сказки Ширли Темпл[англ.] / Shirley Temple's Storybook — Меркинг • Джим Камминс • Годфри, мэр (в 3 эпизодах)
- 1960—1961 — Театр General Electric[англ.] / General Electric Theater — таксист • отец Рэнделл (в 2 эпизодах)
- 1960—1961 — Перри Мейсон / Perry Mason — Сет Тайсон • Джефферсон Пайк (в 2 эпизодах)
- 1960—1964 — Сумеречная зона / The Twilight Zone — 4 персонажа (в 4 эпизодах[7])
- 1960—1968 — Дни в Долине Смерти / Death Valley Days — 5 персонажей (в 5 эпизодах)
- 1961 — Шоу Таба Хантера[англ.] / The Tab Hunter Show — судья Хадгинс (в эпизоде Portia Go Home)
- 1961 — Шоу Дюпонта с Джун Эллисон[англ.] / The DuPont Show with June Allyson — судья (в эпизоде The Defense Is Restless)
- 1961 — Шоу Барбары Стэнвик[англ.] / The Barbara Stanwyck Show — капитан Стив Коннорс (в эпизоде Dragon by the Tail)
- 1961 — Гавайский детектив[англ.] / Hawaiian Eye — Реймонд (в эпизоде Maid in America)
- 1961 — Защитники / The Defenders — художник (в эпизоде Death Across the Counter[англ.])
- 1961 — Истории Уэллс-Фарго[англ.] / Tales of Wells Fargo — доктор Кобб • Седрик Мэннинг (в 2 эпизодах[англ.])
- 1961 — Высокий человек[англ.] / The Tall Man — Сэм Бартлетт (в эпизоде Apache Daughter)
- 1961—1962 — Триллер[англ.] / Thriller — сотрудник морга • уличный певец • завсегдатай паба (в 3 эпизодах)
- 1961—1962 — Приключения в раю[англ.] / Adventures in Paradise — МакФини • Джон Дугал • Ллевеллин (в 3 эпизодах)
- 1961—1962 — Понимание[англ.] / Insight — Чарли (в 3 эпизодах)
- 1961, 1963, 1971 — Бонанза / Bonanza — «Биг Мак» • Клэнси • Гарри Симпсон (в 3 эпизодах[англ.])
- 1962—1963 — Идти своим путём[англ.] / Going My Way — О’Коннор, банщик • Хили (в 2 эпизодах)
- 1962, 1964 — Шоу Дика Ван Дайка[англ.] / The Dick Van Dyke Show — Сэм Петри (в 2 эпизодах[англ.])
- 1963 — Бен Кейси / Ben Casey — мистер Дини (в эпизоде Light Up the Dark Corners[англ.])
- 1963 — Шоу Энди Гриффита / The Andy Griffith Show — Оскар Филдс (в эпизоде Up in Barney's Room[англ.])
- 1963—1964 — Доктор Килдер[англ.] / Dr. Kildare — Джон Доу-четвёртый • Пол Мензис (в 2 эпизодах[англ.])
- 1963—1964 — Три моих сына[англ.] / My Three Sons — Чарльз Тёрнер • Муни (в 2 эпизодах[англ.])
- 1963—1964 — Мой любимый марсианин[англ.] / My Favorite Martian — мистер Гарри Бёрнс (в 8 эпизодах)
- 1963—1967 — Вирджинец[англ.] / The Virginian — Джо Келлер • Сэмюэл Боумен • Чарли Делл (в 3 эпизодах[англ.])
- 1963—1967 — Беглец / The Fugitive — Джо МакГиннис • мистер МакБрайд • Рэй (в 3 эпизодах[англ.])
- 1964 — Темпл Хьюстон[англ.] / Temple Houston — Джошуа Си. Мерри (в эпизоде Fracas at Kiowa Flats)
- 1964 — Шоу Люси / The Lucy Show — МакФарленд, мэр (в эпизоде Lucy Goes Into Politics[англ.])
- 1964 — Величайшее шоу на Земле[англ.] / The Greatest Show on Earth — Пит (в эпизоде This Train Don't Stop Till It Gets There)
- 1964 — Караван повозок[англ.] / Wagon Train — Эрл Колкинс • Колин Данн (в 2 эпизодах[англ.])
- 1965 — Правосудие Бёрка[англ.] / Burke's Law — Флинн (в эпизоде The Prisoners of Mr. Sin)
- 1965 — Заклеймённый[англ.] / Branded — Руфус Питкин (в 2 эпизодах)
- 1965 — Хани Уэст[англ.] / Honey West — Фрэнсис Грэди (в эпизоде A Neat Little Package)
- 1965 — Отряд «Ф»[англ.] / F Troop — шаман[англ.] (в 2 эпизодах[англ.])
- 1965, 1967 — Большая долина / The Big Valley — Хитрец • Деда (в 2 эпизодах[англ.])
- 1966 — Ларедо[англ.] / Laredo — Стэн Гриви (в эпизоде Meanwhile Back at the Reservation)
- 1966 — Дочь фермера[англ.] / The Farmer's Daughter — Клайд Стокс (в эпизоде Twelve Angry Women)
- 1966 — Пожалуйста, не ешь маргаритки![англ.] / Please Don't Eat the Daisies — Майкл Дж. Салливан • Грэмпс (в 2 эпизодах)
- 1966 — Моя жена меня приворожила / Bewitched — Макс Косгров (в эпизоде Sam's Spooky Chair)
- 1966 — Человек от Д.Я.Д.И.[англ.] / The Man from U.N.C.L.E. — Фрэнсис О'Рилли • пожилой старатель (в 2 эпизодах[англ.])
- 1966—1967 — Герои Хогана[англ.] / Hogan's Heroes — британский генерал • капрал Уолтер Тиллман (в 2 эпизодах[англ.])
- 1966—1968 — Зелёные просторы / Green Acres — 4 персонажа (в 4 эпизодах[англ.])
- 1966, 1969 — Станция «Юбочкино»[англ.] / Petticoat Junction — хобо • Мёрдок «Фырчащий» (в 2 эпизодах[англ.])
- 1967 — Бэтмен / Batman — Пэт Пендинг (в 2 эпизодах[англ.])
- 1967 — Эта девушка / That Girl — судья Харди (в эпизоде Rain, Snow and Rice[англ.])
- 1967 — Стволы Уилла Соннетта[англ.] / The Guns of Will Sonnett — Питер «Каламбур», барабанщик (в эпизоде Ride the Long Trail)
- 1968 — Летающая монахиня / The Flying Nun — капитан Отис Барнаби (в эпизоде The Sister and the Old Salt)
- 1968 — Дикий, дикий Вест[англ.] / The Wild Wild West — брат Анхело (в эпизоде The Night of the Death-Maker[англ.])
- 1968 — Требуется вор[англ.] / It Takes a Thief — Торо (в эпизоде A Matter of Royal Larceny)
- 1968 — Отряд «Стиляги»[англ.] / The Mod Squad — мистер Освальд (в эпизоде Bad Man on Campus[англ.])
- 1968—1969 — Я мечтаю о Джинни[англ.] / I Dream of Jeannie — судья Элрой Миллер • «Лапа» (в 2 эпизодах)
- 1969 — Деревенщина в Беверли-Хиллз[англ.] / The Beverly Hillbillies — судья «Уксус» Джо Джонсон (в эпизоде Drysdale and Friend[англ.])
- 1969 — Даниэль Бун[англ.] / Daniel Boone — дядюшка Брайан (в эпизоде Copperhead Izzy[англ.])
- 1969 — Шоу Дорис Дэй[англ.] / The Doris Day Show — Зино Тагвелл (в эпизоде Love Thy Neighbor)
- 1969 — Изгои[англ.] / The Outcasts — «Северный» Джим (в эпизоде The Long Ride)
- 1969 — Семейка Брейди / The Brady Bunch — Генри Тайлер (в эпизоде The Honeymoon[англ.])
- 1969 — Призрак и миссис Мьюр[англ.] / The Ghost & Mrs. Muir — судья Хикокс • Олли Уилкинс (в 2 эпизодах)
- 1970 — Няня и профессор[англ.] / Nanny and the Professor — офицер Джим Бёрк (в эпизоде Strictly for the Birds)
- 1970—1971 — Адам-12[англ.] / Adam-12 — Вилли • Санта-Клаус • Луи (в 3 эпизодах[англ.])
- 1971 — Прозвища Смит и Джонс[англ.] / Alias Smith and Jones — Эйч. Ти. МакДафф (в эпизоде Wrong Train to Brimstone[англ.])
- 1971 — Оуэн Маршалл, советник адвокатов[англ.] / Owen Marshall, Counselor at Law — Хойт (в эпизоде Burden of Proof)
- 1971—1972 — Менникс[англ.] / Mannix — Лу Вельдман • мистер Брайант • бармен (в 3 эпизодах[англ.])
- 1972 — Баначек[англ.] / Banacek — Хэнк (в эпизоде Detour to Nowhere)
- 1972 — Повышение температуры[англ.] / Temperatures Rising — мистер Хайден (в эпизоде Ellen's Flip Side[англ.])
- 1972 — Айронсайд[англ.] / Ironside — Тим Хокинс (в эпизоде Buddy, Can You Spare a Life?[англ.])
- 1972, 1974—1975 Критическое положение![англ.] / Emergency! — Джо Уилсон • Старый Билл • Дедуля Райерсон (в 3 эпизодах[англ.])
- 1973 — Любовь по-американски[англ.] / Love, American Style — Альф, бармен (в эпизоде Love and the Golden Memory[англ.])
- 1973 — А вот и Люси[англ.] / Here’s Lucy — Джед Танкли (в эпизоде Harry Catches Gold Fever[англ.])
- 1974 — Колчак: Ночной охотник[англ.] / Kolchak: The Night Stalker — смотритель (в эпизоде The Zombie)
- 1975—1977 — Мод[англ.] / Maude — Берт Бисли (в 22 эпизодах[англ.])
- 1975, 1979, 1981 — Барни Миллер[англ.] / Barney Miller — 3 персонажа (в 3 эпизодах[англ.])
- 1976 — Гарри О.[англ.] / Harry O — Билл Хоксли (в эпизоде Mister Five and Dime)
- 1977 — Баретта / Baretta — Поп[8] Эндрюс (в эпизоде Buddy[англ.])
- 1977 — Досье детектива Рокфорда / The Rockford Files — Билли Бэйнс (в эпизоде A Deadly Maze[англ.])
- 1978 — Медэксперт Куинси[англ.] / Quincy, M.E. — мистер Баррингтон (в эпизоде Crib Job[англ.])
- 1978 — Мыло / Soap — Орвилл (в эпизоде #2.4)
- 1978 — Однажды за один раз / One Day at a Time — Харви Пибоди (в эпизоде Peabody's War[англ.])
- 1979 — Лу Грант / Lou Grant — Патрик Терьюн (в эпизоде Scam)
- 1979 — Трое — это компания / Three's Company — Лео Моран (в эпизоде Old Folks at Home[англ.])
- 1979 — Семья / Family — Гарри Дафф (в эпизоде 'Tis the Season[англ.])
- 1980 — Придурки из Хаззарда / The Dukes of Hazzard — Хэнстеп (в эпизоде Return of the Ridge Raiders[англ.])
- 1981—1982 — Остров фантазий / Fantasy Island — бармен • почтенный (в 2 эпизодах[англ.])
- 1982 — Такси / Taxi — Том (в эпизоде The Road Not Taken: Part 1)

### Озвучивание
- 1949 — Приключения Икабода и мистера Тоада / The Adventures of Ichabod and Mr. Toad — Сирил Крутобокий (в новелле «Ветер в ивах»)
- 1951 — Алиса в Стране чудес / Alice in Wonderland — Морж • Плотник • Труляля • Траляля • любопытные устрицы
- 1960 — Голиаф 2 / Goliath II — Голиаф 1, азиатский слон ¶
- 1961 — 101 далматинец / One Hundred and One Dalmatians — полковник • Джаспер • механик
- 1964 — Привет, я — медведь Йоги / Hey There, It's Yogi Bear! — Снивли
- 1964 — Мэри Поппинс / Mary Poppins — 8 эпизодических персонажей ¶
- 1965 — Джонни Квест / Jonny Quest — Измельчитель (в эпизоде Attack of the Tree People)
- 1967 — Книга джунглей / The Jungle Book — «полковник» Хатхи[англ.], слон • Баззи, стервятник
- 1973 — Робин Гуд / Robin Hood — Отто, пёс-кузнец ¶